# Charles Aránguiz
Pour les articles homonymes, voir Aránguiz.
Charles Mariano Aránguiz Sandoval, né le 17 avril 1989 à Santiago, est un footballeur chilien qui joue au poste de milieu de terrain à l'Universidad de Chile.

## Biographie

### Les débuts au Chili
Il débute à Cobreloa, avant de passer par le club de Cobresal puis de Colo-Colo.

### Le passage en Argentine
Il joue ensuite en Argentine, à Quilmes.

### Le retour au Chili avec la U
En 2011, il s'engage avec l'Universidad de Chile.

### International
En janvier 2014, Charles Aranguiz signe en faveur du club brésilien, en avril 2014, le Chilien est élu meilleur joueur du championnat Gaucho et remporte le championnat. Grâce à ses très bonnes performances avec son club et son équipe nationale, il est logiquement convoqué par Jorge Sampaoli pour participer à la Coupe du monde au Brésil, où il marque le deuxième but de la rencontre face à l'Espagne. En juillet 2015, après avoir remporté la Copa América chez lui au Chili, de nombreux clubs européens comme Chelsea, Arsenal, le Bayer Leverkusen et l'Olympique de Marseille se concentrent sur son dossier,,.

### Bayer Leverkusen
Finalement, le 13 août 2015, il décide de s'engager pour cinq ans avec le Bayer Leverkusen, malgré un fort intérêt de l'Olympique de Marseille. Mais, quelques jours après son arrivée, il se blesse à l'entraînement et ne peut plus jouer jusqu'en 2016.

### En équipe nationale
Charles Aránguiz est international chilien depuis 2009. Il est repris par Jorge Sampaoli pour la Coupe du monde 2014. Le 18 juin 2014, lors du match face à l'Espagne, il inscrit le second but de son équipe qui remportera le match 2-0. Lors du huitième de finale face au Brésil, il ne peut empêcher la défaite de son équipe aux tirs au but, malgré le fait qu'il ait réussi son tir face à Julio César.
Il remporte la Copa América en 2015 et en 2016 avec cette sélection chilienne,.

## Statistiques
| Saison                | Club                  | Championnat           | Championnat | Championnat | Championnat | Coupe(s) nationale(s) | Coupe(s) nationale(s) | Coupe(s) nationale(s) | Supercoupe | Supercoupe | Supercoupe | Compétition(s) continentale(s) | Compétition(s) continentale(s) | Compétition(s) continentale(s) | Compétition(s) continentale(s) | Autres compétitions | Autres compétitions | Autres compétitions | Autres compétitions | Total | Total | Total |
| Saison                | Club                  | Division              | M.          | B.          | P.d.        | M.                    | B.                    | P.d.                  | M.         | B.         | P.d.       | Comp.                          | M.                             | B.                             | P.d.                           | Comp.               | M.                  | B.                  | P.d.                | M.    | B.    | P.d.  |
| 2006                  | Cobreloa              | Apertura              | 11          | 0           | 4           | 1                     | 1                     | 0                     | -          | -          | -          | -                              | -                              | -                              | -                              | -                   | -                   | -                   | -                   | 12    | 1     | 4     |
| 2007                  | Cobreloa              | Apertura              | 10          | 0           | 3           | -                     | -                     | -                     | -          | -          | -          | CL                             | 1                              | 0                              | 0                              | -                   | -                   | -                   | -                   | 11    | 0     | 3     |
| 2008                  | Cobreloa              | Apertura              | 32          | 4           | 6           | -                     | -                     | -                     | -          | -          | -          | -                              | -                              | -                              | -                              | -                   | -                   | -                   | -                   | 32    | 4     | 6     |
| 2009                  | Cobreloa              | Apertura              | 12          | 4           | 3           | -                     | -                     | -                     | -          | -          | -          | -                              | -                              | -                              | -                              | -                   | -                   | -                   | -                   | 12    | 4     | 3     |
| Sous-total            | Sous-total            | Sous-total            | 65          | 8           | 16          | 1                     | 1                     | 0                     | -          | -          | -          | -                              | 1                              | 0                              | 0                              | -                   | -                   | -                   | -                   | 67    | 9     | 16    |
| 2007                  | Cobresal (prêt)       | Apertura              | 13          | 0           | 2           | -                     | -                     | -                     | -          | -          | -          | -                              | -                              | -                              | -                              | -                   | -                   | -                   | -                   | 13    | 0     | 2     |
| Sous-total            | Sous-total            | Sous-total            | 13          | 0           | 2           | -                     | -                     | -                     | -          | -          | -          | -                              | -                              | -                              | -                              | -                   | -                   | -                   | -                   | 13    | 0     | 2     |
| 2009                  | Colo-Colo             | Apertura              | 23          | 3           | 2           | 6                     | 3                     | 0                     | -          | -          | -          | -                              | -                              | -                              | -                              | -                   | -                   | -                   | -                   | 29    | 6     | 2     |
| 2010                  | Colo-Colo             | Apertura              | 9           | 2           | 1           | -                     | -                     | -                     | -          | -          | -          | CL                             | 6                              | 0                              | 0                              | -                   | -                   | -                   | -                   | 15    | 2     | 1     |
| Sous-total            | Sous-total            | Sous-total            | 32          | 5           | 3           | 6                     | 3                     | 0                     | -          | -          | -          | -                              | 6                              | 0                              | 0                              | -                   | -                   | -                   | -                   | 44    | 8     | 3     |
| 2010-2011             | Quilmes               | Apertura              | 14          | 0           | 0           | -                     | -                     | -                     | -          | -          | -          | -                              | -                              | -                              | -                              | -                   | -                   | -                   | -                   | 14    | 0     | 0     |
| Sous-total            | Sous-total            | Sous-total            | 14          | 0           | 0           | -                     | -                     | -                     | -          | -          | -          | -                              | -                              | -                              | -                              | -                   | -                   | -                   | -                   | 14    | 0     | 0     |
| 2011                  | Universidad           | Apertura              | 39          | 4           | 13          | 5                     | 0                     | 0                     | -          | -          | -          | CS                             | 12                             | 0                              | 2                              | PL+PS               | 6+5                 | 1+1                 | 3+1                 | 67    | 6     | 19    |
| 2012                  | Universidad           | Apertura              | 31          | 4           | 10          | 5                     | 0                     | 0                     | -          | -          | -          | CL+CS+CBS                      | 12+4+1                         | 0+0+1                          | 1+4+0                          | PL+PS               | 6+2                 | 2+0                 | 0                   | 61    | 7     | 15    |
| 2013                  | Universidad           | Apertura              | 12          | 5           | 5           | -                     | -                     | -                     | 2          | 0          | 0          | CL                             | 5                              | 1                              | 2                              | -                   | -                   | -                   | -                   | 19    | 6     | 7     |
| 2013-2014             | Universidad           | Apertura              | 13          | 7           | 0           | 5                     | 2                     | 0                     | -          | -          | -          | CS                             | 5                              | 4                              | 0                              | -                   | -                   | -                   | -                   | 23    | 13    | 0     |
| Sous-total            | Sous-total            | Sous-total            | 95          | 20          | 28          | 15                    | 2                     | 0                     | 2          | 0          | 0          | -                              | 40                             | 6                              | 7                              | -                   | 19                  | 4                   | 4                   | 171   | 32    | 39    |
| 2014                  | Internacional         | Série A               | 24          | 6           | 3           | 4                     | 1                     | 0                     | -          | -          | -          | CS                             | 1                              | 0                              | 0                              | CG                  | 9                   | 3                   | 0                   | 38    | 10    | 3     |
| 2015                  | Internacional         | Série A               | -           | -           | -           | -                     | -                     | -                     | -          | -          | -          | CL                             | 11                             | 0                              | 1                              | CG                  | 5                   | 0                   | 0                   | 16    | 0     | 1     |
| Sous-total            | Sous-total            | Sous-total            | 24          | 6           | 3           | 4                     | 1                     | 0                     | -          | -          | -          | -                              | 12                             | 0                              | 1                              | -                   | 14                  | 3                   | 0                   | 54    | 10    | 4     |
| 2015-2016             | Bayer Leverkusen      | Bundesliga            | 7           | 2           | 2           | -                     | -                     | -                     | -          | -          | -          | -                              | -                              | -                              | -                              | -                   | -                   | -                   | -                   | 7     | 2     | 2     |
| 2016-2017             | Bayer Leverkusen      | Bundesliga            | 26          | 2           | 3           | 2                     | 0                     | 0                     | -          | -          | -          | C1                             | 8                              | 0                              | 1                              | -                   | -                   | -                   | -                   | 36    | 2     | 4     |
| 2017-2018             | Bayer Leverkusen      | Bundesliga            | 27          | 1           | 3           | 4                     | 1                     | 0                     | -          | -          | -          | -                              | -                              | -                              | -                              | -                   | -                   | -                   | -                   | 31    | 2     | 3     |
| 2018-2019             | Bayer Leverkusen      | Bundesliga            | 24          | 2           | 7           | 1                     | 0                     | 1                     | -          | -          | -          | C3                             | 4                              | 1                              | 0                              | -                   | -                   | -                   | -                   | 29    | 3     | 8     |
| 2019-2020             | Bayer Leverkusen      | Bundesliga            | 27          | 1           | 2           | 4                     | 1                     | 0                     | -          | -          | -          | C1+C3                          | 5+3                            | 0+1                            | 3                              | -                   | -                   | -                   | -                   | 39    | 3     | 5     |
| 2020-2021             | Bayer Leverkusen      | Bundesliga            | 21          | 0           | 0           | 3                     | 1                     | -                     | -          | -          | -          | C3                             | 1                              | 0                              | 0                              | -                   | -                   | -                   | -                   | 25    | 1     | 0     |
| 2021-2022             | Bayer Leverkusen      | Bundesliga            | 26          | 1           | 3           | 1                     | 0                     | 0                     | -          | -          | -          | C3                             | 5                              | 1                              | 0                              | -                   | -                   | -                   | -                   | 32    | 2     | 3     |
| 2022-2023             | Bayer Leverkusen      | Bundesliga            | 10          | 1           | 0           | 1                     | 0                     | 0                     | -          | -          | -          | C1                             | 4                              | 0                              | 0                              | -                   | -                   | -                   | -                   | 15    | 1     | 0     |
| Sous-total            | Sous-total            | Sous-total            | 168         | 10          | 20          | 16                    | 3                     | 1                     | -          | -          | -          | -                              | 30                             | 3                              | 4                              | -                   | -                   | -                   | -                   | 214   | 16    | 25    |
| Total sur la carrière | Total sur la carrière | Total sur la carrière | 411         | 49          | 72          | 42                    | 10                    | 1                     | 2          | 0          | 0          | -                              | 89                             | 9                              | 13                             | -                   | 33                  | 7                   | 4                   | 577   | 75    | 90    |

### En sélection nationale
| Saison                | Sélection             | Phases finales                | Phases finales | Phases finales | Phases finales | Éliminatoires CDM | Éliminatoires CDM | Éliminatoires CDM | Matchs amicaux | Matchs amicaux | Matchs amicaux | Total | Total | Total |
| Saison                | Sélection             | Compétition                   | M              | B              | Pd             | M                 | B                 | Pd                | M              | B              | Pd             | M     | B     | Pd    |
| --------------------- | --------------------- | ----------------------------- | -------------- | -------------- | -------------- | ----------------- | ----------------- | ----------------- | -------------- | -------------- | -------------- | ----- | ----- | ----- |
| 2009-2010             | Chili                 | Coupe du monde 2010           | -              | -              | -              | -                 | -                 | -                 | 3              | 0              | 0              | 3     | 0     | 0     |
| 2010-2011             | Chili                 | Copa América 2011             | -              | -              | -              | -                 | -                 | -                 | 1              | 0              | 0              | 1     | 0     | 0     |
| 2011-2012             | Chili                 | -                             | -              | -              | -              | 3                 | 2                 | 0                 | 4              | 0              | 0              | 7     | 2     | 0     |
| 2012-2013             | Chili                 | -                             | -              | -              | -              | 2                 | 0                 | 0                 | 1              | 0              | 0              | 3     | 0     | 0     |
| 2013-2014             | Chili                 | Coupe du monde 2014           | 4              | 1              | 1              | 2                 | 0                 | 0                 | 5              | 0              | 0              | 11    | 1     | 1     |
| 2014-2015             | Chili                 | Copa América 2015             | 6              | 2              | 1              | -                 | -                 | -                 | 9              | 1              | 1              | 15    | 3     | 2     |
| 2015-2016             | Chili                 | Copa América Centenario       | 6              | 1              | 0              | -                 | -                 | -                 | 2              | 0              | 0              | 8     | 1     | 0     |
| 2016-2017             | Chili                 | Coupe des confédérations 2017 | 5              | 0              | 0              | 7                 | 0                 | 2                 | 3              | 0              | 0              | 15    | 0     | 2     |
| 2017-2018             | Chili                 | -                             | -              | -              | -              | 2                 | 0                 | 0                 | 1              | 0              | 0              | 3     | 0     | 0     |
| 2018-2019             | Chili                 | Copa América 2019 4e          | 6              | 0              | 3              | -                 | -                 | -                 | 4              | 0              | 0              | 10    | 0     | 3     |
| 2019-2020             | Chili                 | -                             | -              | -              | -              | -                 | -                 | -                 | 2              | 0              | 0              | 2     | 0     | 0     |
| 2020-2021             | Chili                 | Copa América 2021             | 5              | 0              | 0              | 4                 | 0                 | 2                 | -              | -              | -              | 9     | 0     | 2     |
| 2021-2022             | Chili                 | -                             | -              | -              | -              | 9                 | 0                 | 0                 | -              | -              | -              | 9     | 0     | 0     |
| 2022-2023             | Chili                 | -                             | -              | -              | -              | -                 | -                 | -                 | 1              | 0              | 0              | 1     | 0     | 0     |
| 2023-2024             | Chili                 | Copa América 2024             | -              | -              | -              | 4                 | 0                 | 0                 | -              | -              | -              | 4     | 0     | 0     |
| 2024-2025             | Chili                 | -                             | -              | -              | -              | 1                 | 0                 | 0                 | -              | -              | -              | 1     | 0     | 0     |
| Total sur la carrière | Total sur la carrière | Total sur la carrière         | 32             | 4              | 5              | 34                | 2                 | 4                 | 36             | 1              | 1              | 102   | 7     | 10    |

## Palmarès

### Colo Colo
- Championnat du Chili (1)
  - Vainqueur : 2009 (Clôture)

### Universidad de Chile
- Championnat du Chili (2)
  - Vainqueur : 2011 (Clôture) et 2012 (Ouverture)
- Copa Sudamericana (1)
  -  Vainqueur : 2011
- Recopa Sudamericana
  - Finaliste : 2012

### SC Internacional
- Championnat Gaucho
  - Vainqueur : 2013

### Équipe du Chili
- Copa América (2)
  - Vainqueur : 2015, 2016

### Distinctions personnelles
- Universidad de Chile
  - Membre de l'équipe type du journal El Grafico Chile : 2011
  - Élu meilleur joueur de la finale de la Copa Sudamericana : 2011
  - Membre de l'équipe type par la ANFP: 2011
  - Membre de l'équipe type du journal El Grafico Chile : 2012
  - Élu joueur le plus populaire de la Copa Sudamericana (11.456 votes) : 2012
  - Membre de l'équipe type d'Amérique : 2012
  - Membre de l'équipe type par la ANFP: 2012
  - Membre de l'équipe type du journal La Tercera : 2013
  - Membre de l'équipe type du journal El Grafico Chile : 2013
  - Élu meilleur joueur du Chili : 2013
  - Élu meilleur joueur du championnat Chilien : 2013

- SC Internacional
  - Élu meilleur joueur du championnat Gaucho : 2014
  - Membre de l'équipe type du championnat Gaucho : 2014